# Leoben
Leoben (staroslovensko zapisan kot Liupina ali Liuben) je drugo največje mesto (a kar okoli 12-krat manjše od Gradca) v avstrijski zvezni deželi Štajerski ob reki Muri; s približno 25.000 prebivalci je petnajsto največje mesto v Avstriji. Je krajevno industrijsko središče. V njem ima od 1840 sedež Univerza v Leobnu (Montanuniversität Leoben) ki je osredotočena na montanistiko oz. rudarske in metalurške znanosti. Leoben je bil v letih po Jožefinskih reformah (od 1785) tudi sedež istoimenske rimskokatoliške škofije, čeprav jo je večinoma upravljal sekovski škof iz Gradca in je bila leta 1859 tudi formalno priključena Sekovski (Graški) škofiji, kar je bila neke vrste kompenzacija le-tej za istega leta izgubljeno slovensko ozemlje v Podravju in južnem Pomurju na Spodnjem Štajerskem zaradi preselitve sedeža Lavantinske škofije v Maribor. 

## Pobratena mesta
- Xuzhou, LR Kitajska (1994)